# Livezile (Alba)
Livezile (in ungherese Úrháza) è un comune della Romania di 1 347 abitanti, ubicato nel distretto di Alba, nella regione storica della Transilvania.
Le prime tracce di insediamenti umani rinvenute sul territorio del comune sono state trovate nei pressi del villaggio di Vălişoara e risalgono al Paleolitico.
Il comune è formato da un insieme di 4 villaggi: Izvoarele, Livezile, Poiana Aiudului, Vălișoara.
Nella zona si trovano dei giacimenti di calcare di ottima qualità (99% di carbonato di calcio), al momento non ancora sfruttati.
Il monumento più interessante di Livezile è la chiesa ortodossa dedicata all'Assunzione di Maria (Adormirea Maicii Domnului), risalente al 1611.